# اوبراشتورمبان‌فورر

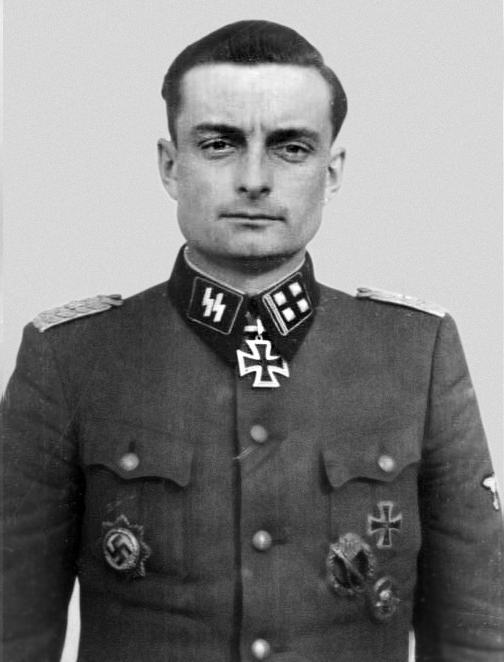
مانفرد شونفلدر با لباس و نشان اوبراشتورمبانفورر

اوبراشتورمبانفورر (آلمانی: Obersturmbannführer) یک درجه مربوط به نیروهای نظامی حزب ملی سوسیالیست کارگران آلمان بود که توسط اس‌اس و اس آ استفاده می‌شد. این درجه در می ۱۹۳۳ ایجاد شد. این درجه بالاتر از اشتورمبانفورر و پایین‌تر از اشتاندارتنفورر قرار داشت.

## نشان‌ها

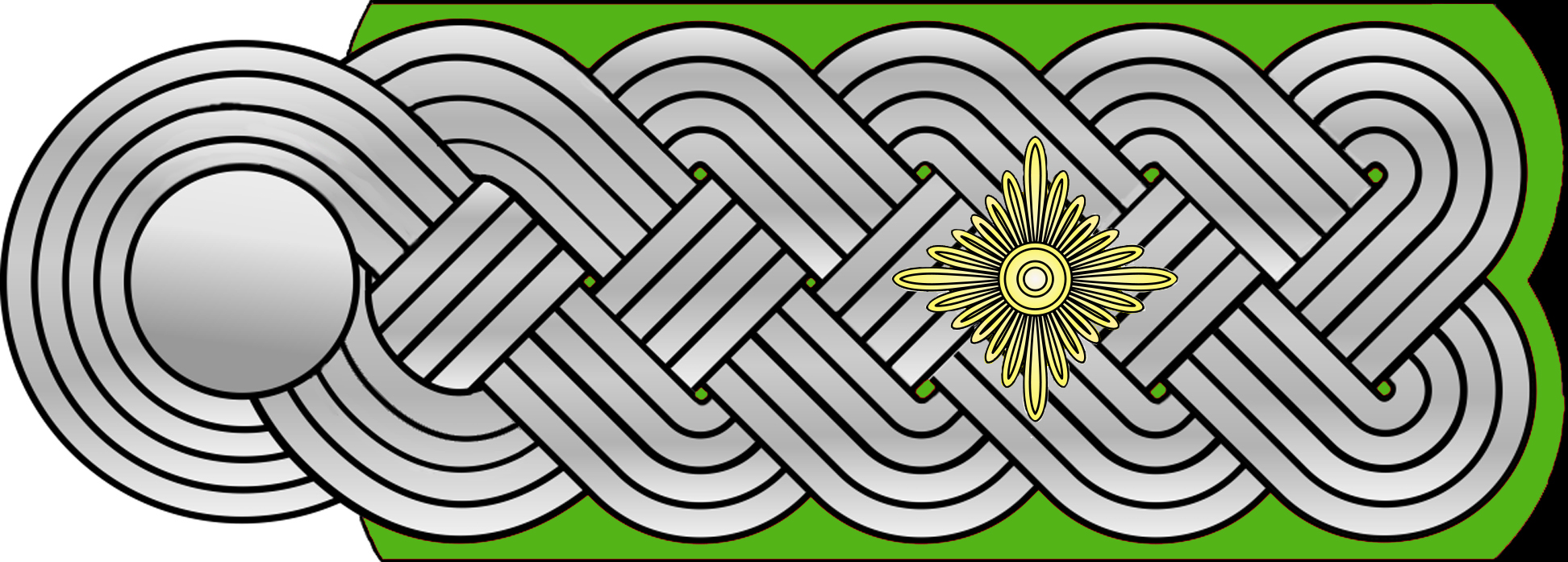
نشان سردوشی
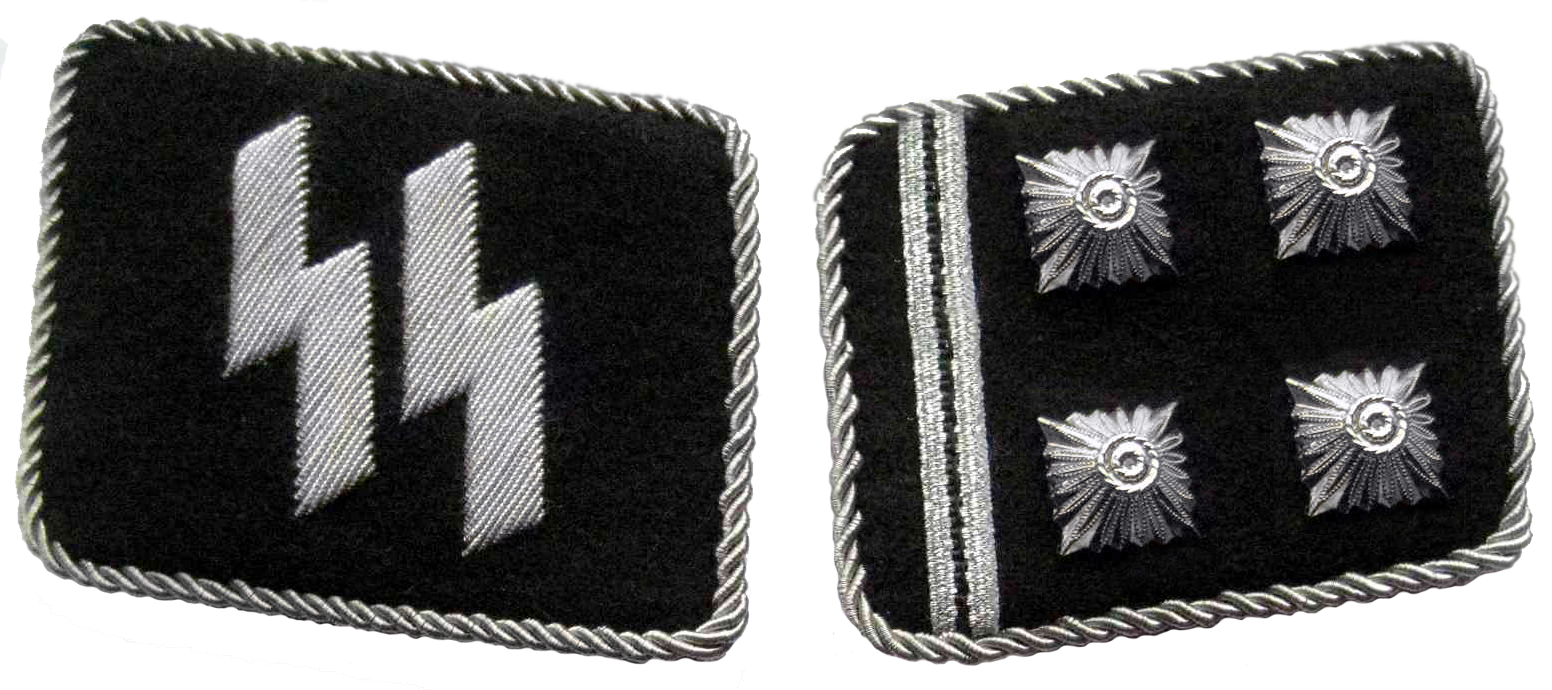
نشان یقه
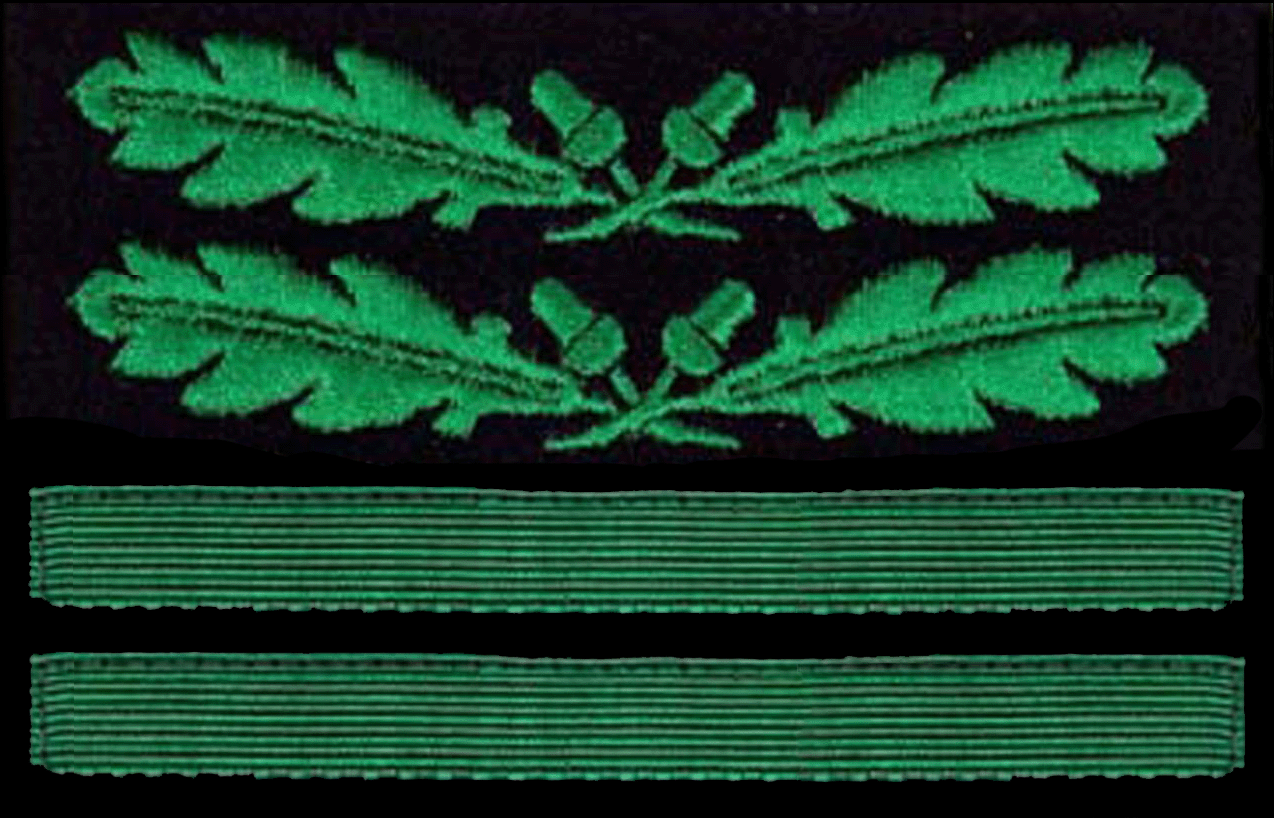
استتار نظامی